# Harald Frey
Harald Eika Frey (Oslo, 27 maggio 1997) è un cestista norvegese.

## Carriera

### Club
Esordisce nella prima divisione norvegese a 15 anni nel gennaio del 2013 con la maglia di Bærum, con i quali rimane fino al 2015. La stagione successiva passa ai Central Tigers, dove vince il campionato. Dal 2016 al 2020 gioca in NCAA con la Montana State University e una volta completato il percorso fa il suo ritorno in Europa, prima nella LEB Oro spagnola firmando un annuale con Oviedo, rinnovato per un'ulteriore stagione, e poi dal 22 gennaio 2022 in Germania con Gottingen.

### Nazionale
Dopo aver rappresentato le nazionali giovanili nelle relative competizioni, dal 2018 è stato convocato nella Nazionale di pallacanestro della Norvegia, con la quale ha partecipato al Campionato europeo FIBA dei piccoli stati 2018 e alle Universiadi del 2019.

## Statistiche

### NCAA
| Anno      | Squadra     | PG  | PT  | MP   | TC%  | 3P%  | TL%  | RP  | AP  | PRP | SP  | PP   |
| --------- | ----------- | --- | --- | ---- | ---- | ---- | ---- | --- | --- | --- | --- | ---- |
| 2016-2017 | MSU Bobcats | 32  | 32  | 33,2 | 45,2 | 40,9 | 83,7 | 2,5 | 3,4 | 0,8 | 0,0 | 12,7 |
| 2017-2018 | MSU Bobcats | 32  | 31  | 32,3 | 42,8 | 37,4 | 76,5 | 3,1 | 3,2 | 0,8 | 0,0 | 13,1 |
| 2018-2019 | MSU Bobcats | 32  | 32  | 33,0 | 44,0 | 38,7 | 84,6 | 4,5 | 5,0 | 1,2 | 0,0 | 17,2 |
| 2019-2020 | MSU Bobcats | 31  | 31  | 36,1 | 40,7 | 33,7 | 87,4 | 4,3 | 4,6 | 1,5 | 0,1 | 16,6 |
| Carriera  | Carriera    | 127 | 126 | 33,6 | 43,1 | 37,7 | 83,7 | 3,6 | 4,0 | 1,1 | 0,0 | 14,9 |

#### Massimi in carriera
- Massimo di punti: 37 vs Montana (1º febbraio 2020)[3]
- Massimo di rimbalzi: 9 vs Nebraska-Omaha (7 febbraio 2019)
- Massimo di assist: 10 (3 volte)
- Massimo di palle rubate: 5 vs Eastern Washington (7 febbraio 2019)
- Massimo di stoppate: 1 (3 volte)
- Massimo di minuti giocati: 48 vs Southern Utah (7 marzo 2017)

### Nazionale
| Cronologia completa delle presenze e dei punti in Nazionale - Norvegia | Cronologia completa delle presenze e dei punti in Nazionale - Norvegia | Cronologia completa delle presenze e dei punti in Nazionale - Norvegia | Cronologia completa delle presenze e dei punti in Nazionale - Norvegia | Cronologia completa delle presenze e dei punti in Nazionale - Norvegia | Cronologia completa delle presenze e dei punti in Nazionale - Norvegia | Cronologia completa delle presenze e dei punti in Nazionale - Norvegia | Cronologia completa delle presenze e dei punti in Nazionale - Norvegia |
| Data                                                                   | Città                                                                  | In casa                                                                | Risultato                                                              | Ospiti                                                                 | Competizione                                                           | Punti                                                                  | Note                                                                   |
| ---------------------------------------------------------------------- | ---------------------------------------------------------------------- | ---------------------------------------------------------------------- | ---------------------------------------------------------------------- | ---------------------------------------------------------------------- | ---------------------------------------------------------------------- | ---------------------------------------------------------------------- | ---------------------------------------------------------------------- |
| 26/06/2018                                                             | Serravalle                                                             | San Marino                                                             | 48 - 88                                                                | Norvegia                                                               |                                                                        | 9                                                                      | [ 4 ]                                                                  |
| 27/06/2018                                                             | Serravalle                                                             | Norvegia                                                               | 95 - 60                                                                | Gibilterra                                                             |                                                                        | 13                                                                     | [ 5 ]                                                                  |
| 28/06/2018                                                             | Serravalle                                                             | Moldavia                                                               | 78 - 94                                                                | Norvegia                                                               |                                                                        | 14                                                                     | [ 6 ]                                                                  |
| 30/06/2018                                                             | Serravalle                                                             | Norvegia                                                               | 83 - 73                                                                | Irlanda                                                                |                                                                        | 29                                                                     | [ 7 ]                                                                  |
| 01/07/2018                                                             | Serravalle                                                             | Norvegia                                                               | 59 - 75                                                                | Malta                                                                  |                                                                        | 6                                                                      | [ 8 ]                                                                  |
| 25/11/2021                                                             | Bergen                                                                 | Norvegia                                                               | 86 - 77                                                                | Kosovo                                                                 | Qual. Euro 2025                                                        | 13                                                                     | [ 9 ]                                                                  |
| 24/02/2022                                                             | Næstved                                                                | Danimarca                                                              | 84 - 68                                                                | Norvegia                                                               | Qual. Euro 2025                                                        | 23                                                                     | [ 10 ]                                                                 |
| 27/02/2022                                                             | Kosovska Mitrovica                                                     | Kosovo                                                                 | 92 - 95                                                                | Norvegia                                                               | Qual. Euro 2025                                                        | 38                                                                     | [ 11 ]                                                                 |
| 03/07/2022                                                             | Oslo                                                                   | Norvegia                                                               | 62 - 64                                                                | Danimarca                                                              | Qual. Euro 2025                                                        | 16                                                                     | [ 12 ]                                                                 |
| 25/08/2022                                                             | Levice                                                                 | Slovacchia                                                             | 68 - 87                                                                | Norvegia                                                               | Qual. Euro 2025                                                        | 37                                                                     | [ 13 ]                                                                 |
| 28/08/2022                                                             | Bergen                                                                 | Norvegia                                                               | 99 - 75                                                                | Danimarca                                                              | Qual. Euro 2025                                                        | 26                                                                     | [ 14 ]                                                                 |
| 10/11/2022                                                             | Gevgelija                                                              | Macedonia del Nord                                                     | 58 - 36                                                                | Norvegia                                                               | Qual. Euro 2025                                                        | 11                                                                     | [ 15 ]                                                                 |
| 13/11/2022                                                             | Bergen                                                                 | Norvegia                                                               | 56 - 68                                                                | Slovacchia                                                             | Qual. Euro 2025                                                        | 13                                                                     | [ 16 ]                                                                 |
| 23/02/2023                                                             | Næstved                                                                | Danimarca                                                              | 69 - 61                                                                | Norvegia                                                               | Qual. Euro 2025                                                        | 24                                                                     | [ 17 ]                                                                 |
| 26/02/2023                                                             | Oslo                                                                   | Norvegia                                                               | 41 - 79                                                                | Macedonia del Nord                                                     | Qual. Euro 2025                                                        | 10                                                                     | [ 18 ]                                                                 |
| 19/07/2023                                                             | Asker                                                                  | Norvegia                                                               | 86 - 80                                                                | Bulgaria                                                               | Qual. Euro 2025                                                        | 28                                                                     | [ 19 ]                                                                 |
| 26/07/2023                                                             | Schwechat                                                              | Austria                                                                | 85 - 66                                                                | Norvegia                                                               | Qual. Euro 2025                                                        | 12                                                                     | [ 20 ]                                                                 |
| 29/07/2023                                                             | Botevgrad                                                              | Bulgaria                                                               | 91 - 69                                                                | Norvegia                                                               | Qual. Euro 2025                                                        | 11                                                                     | [ 21 ]                                                                 |
| 25/02/2024                                                             | Lussemburgo                                                            | Lussemburgo                                                            | 58 - 72                                                                | Norvegia                                                               | Qual. Mondiali 2027                                                    | 23                                                                     | [ 22 ]                                                                 |
| 21/11/2024                                                             | Oslo                                                                   | Norvegia                                                               | 62 - 75                                                                | Romania                                                                | Qual. Mondiali 2027                                                    | 21                                                                     | [ 23 ]                                                                 |
| 20/02/2025                                                             | Oslo                                                                   | Norvegia                                                               | 68 - 59                                                                | Lussemburgo                                                            | Qual. Mondiali 2027                                                    | 27                                                                     | [ 24 ]                                                                 |
| 23/02/2025                                                             | Oradea                                                                 | Romania                                                                | 85 - 71                                                                | Norvegia                                                               | Qual. Mondiali 2027                                                    | 17                                                                     | [ 25 ]                                                                 |
| 02/08/2025                                                             | Farum                                                                  | Danimarca                                                              | 89 - 71                                                                | Norvegia                                                               | Qual. Mondiali 2027                                                    | 23                                                                     | [ 26 ]                                                                 |
| 06/08/2025                                                             | Bergen                                                                 | Norvegia                                                               | 68 - 101                                                               | Croazia                                                                | Qual. Mondiali 2027                                                    | 9                                                                      | [ 27 ]                                                                 |
| 13/08/2025                                                             | Bergen                                                                 | Norvegia                                                               | 70 - 79                                                                | Danimarca                                                              | Qual. Mondiali 2027                                                    | 18                                                                     | [ 28 ]                                                                 |
| Totale                                                                 |                                                                        | Presenze                                                               | 25                                                                     |                                                                        | Punti                                                                  | 471                                                                    |                                                                        |

## Palmarès

### Squadra
- Campionato norvegese: 2

Bærum: 2012-13
Centrum Tigers: 2015-16
- FIBA Europe Cup: 1

Bilbao: 2024-25

### Nazionale
- Campionato europeo FIBA dei piccoli stati: 1

San Marino 2018